# Поляки в Латвии
Поляки Латвии (пол. Polacy na Łotwie, латыш. Latvijas poļi) — четвёртое по численности национальное меньшинство в Латвии. По состоянию на 1 января 2024 года численность поляков в Латвии составляла 39 050 человек (1,91 % жителей Латвии), из них 30 800 человек — граждан Латвии, а 6 475 человек неграждан Латвии. По состоянию на 1 января 2024 года в Латвии проживало 842 гражданина Польши. Поляки внесли существенный вклад в историю и культуру Латгалии, где в результате их присутствия широко распространилось католичество. Составляют относительное большинство населения в Свентской волости Даугавпилсского края. Второй, менее значимый, ареал концентрации поляков в Латвии сложился в окрестностях Риги. Родным языком для большинства современных поляков Латвии является русский язык, при этом доля считающих родным русский среди них выросла с 54,2% в 1989 году до 57,7% в 2000.

## История
Территория нынешней Латвии попала под контроль Речи Посполитой в XVI веке. В XVII—XVIII вв. польский контроль над территорией постепенно был утрачен, но элита (помещики и отчасти мелкая буржуазия) Латгалии оставалась во многом польской.
Преимущественно немецкоязычный вольный город Рига был вынужден покориться Речи Посполитой в 1582 году и оставался в её составе 40 лет, перейдя затем временно к Швеции (1622—1721). Польское влияние в городе усилилось после того как вся Прибалтика оказалась в составе Российской империи в 1721 году: в регионе начались перекрёстные польские миграции польских помещиков из Латгалии в Ригу, за счёт чего доля поляков в Риге на протяжении XVIII и вплоть до первой половины XIX века включительно оставалась значимой, колеблясь в районе 9—10% населения города.

### Период первой Латвийской республики
С 1922 по 1940 год в Латвии издавались несколько газет и журналов на польском языке.
Межвоенная перепись населения 1935 г. зафиксировала лишь 48,6 т. поляков (2,6 % всего населения Латвии). В отдельных волостях и городах южной Латгалии и Илукстского уезда искусственно увеличивалось число латышей за счёт белорусов, поляков и русских
. При этом во многих нелатгальских городах и уездах страны в период первой латвийской республики произошёл рост как числа так и доли поляков, что привело к их рассеянию по территории всей Латвии; вновь наметилась тенденция к внутренней миграции поляков в сторону Рижского региона.
После переворота 1934 г. началось сворачивание польского образования (так, к лету 1940 года был закрыт последний польский класс в Даугавпилсской гимназии). Оно было продолжено в Латвийской ССР — так, в 1947 г. были закрыты польские школы в Риге и Краславе, а в 1949 г. — последняя польская школа в Латвии. По другому источнику, польские школы существовали до 1948 г. — в средней школе № 3 города Даугавпилса обучение шло на латышском, но были уроки польского языка и литературы.

### Динамика численности
В постсоветский период негативные тенденции в естественном движении польского населения Латвии вновь усугубились. В традиционном месте концентрации поляков (задвинском регионе) вновь усиливается разноплановое ассимиляционное давление. К примеру, доля латышей в период между 1989—2000 годах выросла и в русскоязычном Даугавпилсе: в 1989 году латыши составляли здесь лишь 13,0% населения, но к 2000 году их доля возросла до 15,9% и они обогнали по численности местных поляков, доля которых к 2000 году увеличилась с 13,1 до 15,0% населения города. К 2024 году доля латышей в городе достигла 21,2%, а поляков уменьшилась до 12,7%.
| Население | 65 056 | 52 244 | 59 400 | 48 637 | 59 800 | 63 000 | 62 690 | 60 416 | 59 505 | 47 201 | 34 782 |
| Доля      | 3,4 %  | 3,3 %  | 3,1 %  | 2,6 %  | 2,9 %  | 2,7 %  | 2,5 %  | 2,3 %  | 2,5 %  | 2,28 % | 1,86 % |

| Год переписи | 1920   | 1925   | 1930   | 1935   |
| ------------ | ------ | ------ | ------ | ------ |
| Население    | 54567  | 51143  | 59374  | 48949  |
| Доля         | 3,42 % | 2,77 % | 3,12 % | 2,51 % |

### Образование и культура
В 1978 г. было создано общество «Полонез». В 1988 году в Даугавпилсе было создано польское общество культуры и образования «Промень (Promień)», а в Риге — Польское культурное общество. В 1990 году оба эти общества слились в Союз поляков Латвии.
В 1989 году в Риге и Даугавпилсе открылись начальные классы польской средней школы, библиотека, начали действовать польские скауты. В 1991 году в Латвии вновь появились периодические издания на польском языке.

## Современность
Хотя польский язык ныне называют родным менее 40% этнических поляков Латвии, в стране сохраняется некоторое количество польcкоязычных школ. В 1998/99—2002/03 уч. гг. в Латвии было пять польскоязычных школ; с 2003/04 по 2006/07 четыре; в 2007/08—2011/12 снова пять; с 2012/13 уч. года вновь четыре.. Число учеников в польских школах увеличиось с 400 в 1995 до 1 147 в 2008. При этом частичная (до 60% всех предметов) латышизация польских школ была проведена ещё в начале 1990-х годов.
В топонимику Даугавпилса входят Польская гимназия им. Юзефа Пилсудского и ул. Варшавская.

## Родной язык
Родным языком для большинства современных поляков Латвии является русский язык, при этом доля считающих родным русский среди них выросла с 54,2% в 1989 году до 57,7% в 2000. Русский язык в Латвии, по данным переписи 2000 года, является родным не только для большинства русских, но и для 72,8 % белорусов, 67,8 % украинцев, 79,1 % евреев, 57,7 % поляков. По данным переписи 1989 года, русский язык был родным для 74,9 % евреев, 64,8 % белорусов, 54,2 % поляков, 49,4 % украинцев.
Доля поляков говорящих дома обычно по-русски ещё выше доли считающих его родным, примером чего может служить Даугавпилсский край, где поляками себя назвали по переписи 2011 года 12,84% населения, однако польский был преимущественно используемым дома языком согласно переписи 2011 года лишь для 0,4% населения.